# Dieter Mertens (Historiker)

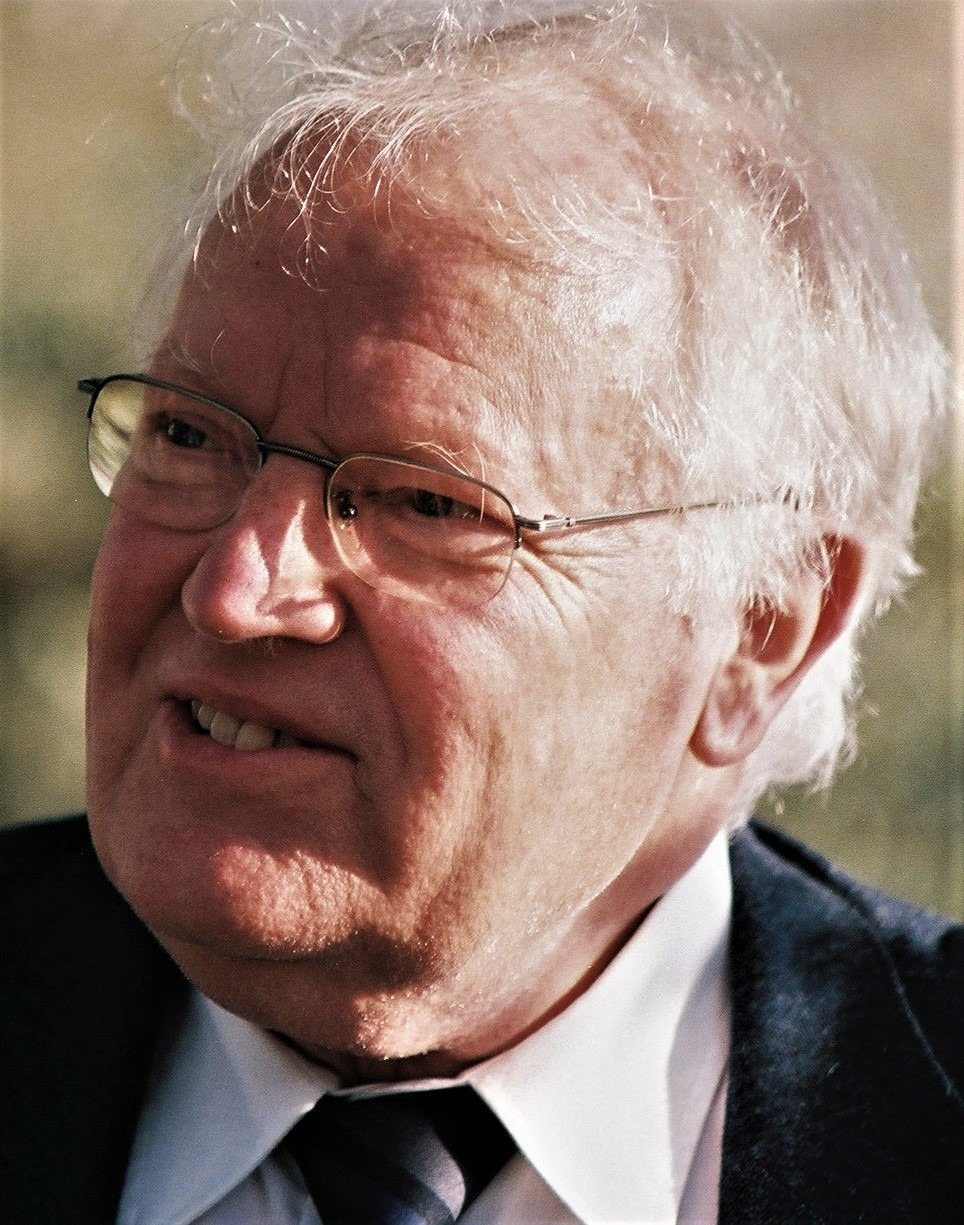
Dieter Mertens, aufgenommen von Werner Maleczek im Jahr 2008 während einer Reichenau-Tagung des Konstanzer Arbeitskreises für mittelalterliche Geschichte.

Dieter Mertens (* 9. Januar 1940 in Hildesheim; † 4. Oktober 2014 in Freiburg im Breisgau) war ein deutscher Historiker. Er lehrte von 1991 bis 2005 als Professor für mittelalterliche Geschichte an der Universität Freiburg.

## Leben
Dieter Mertens wurde als Sohn des Studienrats Hans Mertens und dessen Frau Resa, geb. Haber, in Hildesheim geboren. Dort besuchte er bis Ostern 1950 die Volksschule und anschließend das Gymnasium Josephinum, an dem er Ostern 1959 das Abitur ablegte. Anschließend studierte Mertens Geschichte sowie lateinische und deutsche Philologie an den Universitäten Münster und Freiburg, wo er im Sommer 1967 das Staatsexamen in Geschichte und Latein ablegte. Im Dezember 1971 wurde Mertens in Freiburg mit einer von Otto Herding betreuten Arbeit über die Rezeption der Werke des Kartäusers Jakob von Paradies promoviert (Zweitgutachterin der Dissertation war Johanne Autenrieth). Seine Habilitation erfolgte 1977 in ebenfalls Freiburg. Die Habilitationsschrift Reich und Elsass zur Zeit Maximilians I. Untersuchungen zur Ideen und Landesgeschichte im Südwesten des Reiches am Ausgang des Mittelalters blieb ungedruckt. Mertens war von 1966 bis 1968 wissenschaftlicher Mitarbeiter der Deutschen Forschungsgemeinschaft. Von 1973 bis 1979 forschte er als Assistent am Institut für geschichtliche Landeskunde der Universität Freiburg. 
1979 erhielt Mertens das Heisenbergstipendium, 1980/81 eine Lehrstuhlvertretung an der Universität Augsburg (Mittelalterliche Geschichte). Von 1984 bis 1991 hatte er den Lehrstuhl für mittlere und neuere Geschichte mit Schwerpunkt Landesgeschichte und Historische Hilfswissenschaften an der Universität Tübingen inne. Zugleich war er Direktor des Instituts für Geschichtliche Landeskunde und Historische Hilfswissenschaften in Tübingen (als Nachfolger von Hansmartin Decker-Hauff). Im Jahre 1991 wurde er als Nachfolger von Karl Schmid auf den Lehrstuhl für mittelalterliche Geschichte in Freiburg berufen und blieb dort bis zu seiner Emeritierung 2005. Seine Abschiedsvorlesung an der Universität Freiburg hielt er am 11. Februar 2004 über „Humanisten und Türken“.
Mertens war seit 1985 Mitglied in der Kommission für geschichtliche Landeskunde in Baden-Württemberg und dort zwischen 1995 und 2005 stellvertretender Vorsitzender. Außerdem war er seit 1999 ordentliches Mitglied der Heidelberger Akademie der Wissenschaften und seit 2001 Mitglied im Wolfenbütteler Arbeitskreis für Renaissanceforschung.

## Forschung
Mertens hat sich – wie sein Lehrer Herding – vor allem auf dem Feld der Humanismus-Forschung einen Namen gemacht. Sein wichtigster Beitrag dazu war die Mitherausgeberschaft an der monumentalen Ausgabe des Briefwechsels von Jakob Wimpfeling.
Mertens legte eine Fülle von Beiträgen zu Personen des elsässischen und schwäbischen Humanismus und zur Universitätsgeschichte von Tübingen und Freiburg vor, aber auch wichtige Studien und Überblicksdarstellungen zur württembergischen Landesgeschichte. Er befasste sich insbesondere mit der frühen Geschichte der Herren von Württemberg, bezüglich ihrer Herkunft machte er plausibel, dass es sich um Verwandte der Salier handeln könnte.
Einem größeren Publikum wurde Mertens Anfang November 2006 bekannt, als es ihm gelang, im Badischen Handschriften- und Kulturgüterstreit (2006–2009) zwischen dem Land Baden-Württemberg und dem Haus Baden den Beweis zu führen, dass – entgegen der Ansicht der Landesregierung von Baden-Württemberg unter Ministerpräsident Günther Oettinger – die Markgrafentafel von Hans Baldung Grien nicht dem Haus Baden gehört, sondern bereits seit 1930 dem Land.
Für diesen Nachweis, besonders jedoch für sein Lebenswerk, wurde Mertens 2007 mit dem Schillerpreis der Stadt Marbach am Neckar ausgezeichnet.

## Schriften (Auswahl)
Ein vollständiges Schriftenverzeichnis erschien in: Sabine Holtz, Albert Schirrmeister, Stefan Schlelein (Hrsg.): Humanisten edieren. Gelehrte Praxis im Südwesten in Renaissance und Gegenwart (= Veröffentlichungen der Kommission für Geschichtliche Landeskunde in Baden-Württemberg. Band 196). Kohlhammer, Stuttgart 2014, ISBN 3-17-023380-7, S. 245–265.
- Iacobus Carthusiensis. Untersuchungen zur Rezeption der Werke des Kartäusers Jakob von Paradies (1381–1465) (= Veröffentlichungen des Max-Planck-Instituts für Geschichte. Band 50 = Studien zur Germania Sacra. Band 13). Vandenhoeck & Ruprecht, Göttingen 1976, ISBN 3-525-35361-8 (Zugl.: Freiburg (Breisgau), Univ., Diss., 1971).
- Reich und Elsaß zur Zeit Maximilians I. Untersuchungen zur Ideen- und Landesgeschichte im Südwesten des Reiches am Ausgang des Mittelalters. (Freiburg (Breisgau), Univ., Habil.-Schr., 1977).
- mit Theodor Verweyen: Julius Wilhelm Zincgref: Gesammelte Schriften. Band 3: Facetiae pennalium. Niemeyer, Tübingen 1978, ISBN 3-484-17041-7.
- Humanismus und Landesgeschichte. Ausgewählte Aufsätze (= Veröffentlichungen der Kommission für Geschichtliche Landeskunde in Baden-Württemberg. Reihe B: Forschungen. Band 218). 2 Bände, Kohlhammer, Stuttgart 2018, ISBN 978-3-17-034359-7.